# إديث غريس وايت
إديث غريس وايت (بالإنجليزية: Edith Grace White)‏‏ (16 مايو 1890 في بوسطن - 1975) عالمة حيوانات، وعالمة أسماك أمريكية، اشتهرت لدراساتها حول صفيحية الخياشيم الغضروفية. كما نشرت كُتبٌ حول الجينات وعلم الأحياء العام، وعملت أستاذًا ورئيسًا لقسم علم الأحياء في كلية ويلسون لمدة 30 عامًا. وُلدت في بوسطن، وحصلت على درجة البكالوريوس من كلية ماونت هوليوك عام 1912، وذهبت إلى جامعة كولومبيا حيثُ حصلت منها على درجة الماجستير عام 1913، ثم درجة الدكتوراة عام 1919.